# Tramwaje w Adelaide

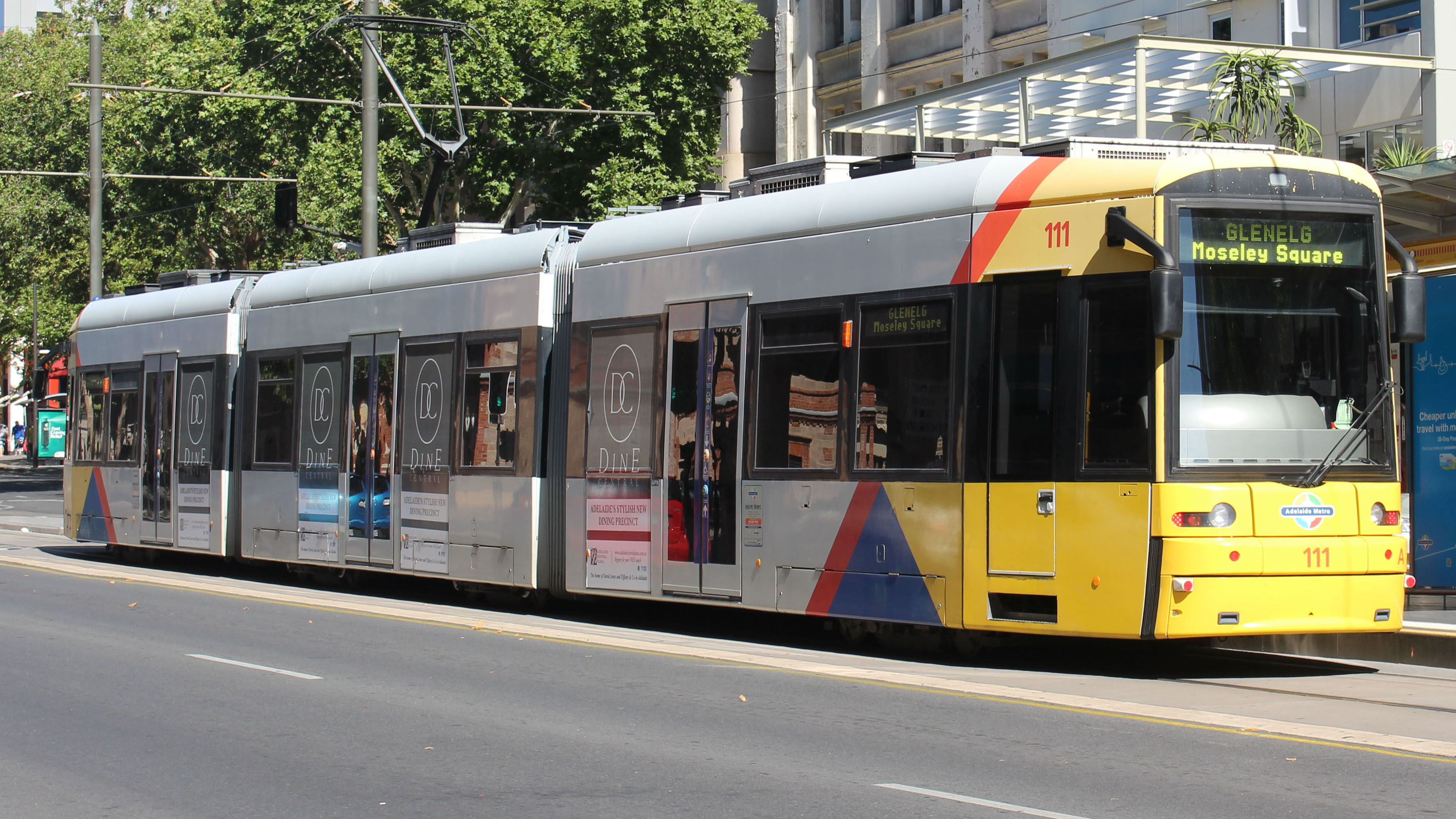
Tramwaj Flexity Classic

Tramwaje w Adelaide − system komunikacji tramwajowej działający w australijskim mieście Adelaide. 

## Historia
Pierwsze tramwaje konne w Adelaide otwarto w 1878 r. W swoim szczytowym okresie w mieście było 119 km linii tramwajowych. Większość linii miała szerokość toru 1435 mm, jedynie linia tramwajowa w porcie miała szerokość toru 1600 mm. W 1906 wykupiono wszystkie prywatne spółki i scalono w jedną. Po wykupie spółek rozpoczęto elektryfikację linii tramwajowych. W 1909 r. uruchomiono pierwsze tramwaje elektryczne, które kursowały po trasach o długości 56 km i torach o szerokości 1435 mm. Napięcie w sieci trakcyjnej wynosiło 600 V DC. W 1927 r. zamknięto linię kolejową z Adelaide do Glenelg, którą przebudowano na tramwajową między innymi zmieniono rozstaw toru z 1600 mm na 1435 mm i uruchomiono w 1929 r. W latach 50. XX wieku zlikwidowano wszystkie linie pozostawiając jedynie linię z Adelaide do Glenelg o długości 11,9 km. W 2003 r. postanowiono istniejącą linię przystosować do tramwajów niskopodłogowych, która dotąd była obsługiwana przez historyczne tramwaje. Od 4 czerwca do 7 sierpnia 2005 r. wyremontowano całą linię, po której przez ten czas nie kursowały tramwaje. W 2007 r. otwarto 1,2 km przedłużenie do City West. 22 marca 2010 r. otwarto przedłużenie o długości 2,8 km z City West do Entertainment Centre.

## Plany rozbudowy linii
W planach jest budowa kilku nowych odcinków: West Lakes/AAMI Stadium, Port Adelaide i Semaphore. Planowane otwarcie tych odcinków ma nastąpić w 2018. Linia do West Lakes planowana jest jako linia tramwaju dwusystemowego. 

## Linia
Trasa istniejącej linii tramwajowej w Adelaide:
- Glenelg, Moseley Square − Adelaide, Entertainment Centre

## Tabor
Tramwaje konne w swoim szczytowym okresie obsługiwały linie 162 wagonami do których posiadano 1062 koni. Jedyną linią która nieprzerwanie funkcjonuje początkowo obsługiwało 30 tramwajów typu H z 1929, które kilka krotnie przechodziły modernizację. W 2004 podpisano umowę z firmą Bombardier Transportation na dostawę 9 tramwajów Bombardier Flexity Classic. W kwietniu 2005 zwiększono liczbę zamówionych wagonów do 11. Pierwszy tramwaj dotarł do Adelaide w listopadzie 2005. W związku z rozbudową linii w maju 2009 zakupiono 6 tramwajów Alstom Citadis, które początkowo były przeznaczone dla Madrytu. Po wycofaniu z obsługi linii wagonów H 5 tramwajów zachowano jako wagony historyczne. 